# 오쿠보 다다타카 (에도 시대)
오쿠보 다다타카(일본어: 大久保忠高, 1619년 ~ 1702년 5월 21일)는 에도 시대 전기부터 중기까지의 하타모토, 다이묘이다. 가라스야마 번 오쿠보가(烏山藩大久保家) 시조.
하타모토 오쿠보 다다토모의 장남으로 태어났다. 하타모토 오쿠보 다다타메의 손자이기도 하다.

## 같이 보기
- 오쿠보 다다쓰네 - 다다타카의 육촌형

|  | 제1대 오미국의 다이묘 (오쿠보가) 1686년 ~ 1699년 | 후임 오쿠보 쓰네하루 |